# Andreas Pawel (Schriftsteller)
Andreas Pawel (* 16. Juli 1961 in Blankenburg (Harz)) ist ein deutscher Schriftsteller und Unternehmer.

## Leben
Andreas Pawel ist der Sohn eines Lehrerehepaares. Er wuchs in Blankenburg am Harz auf und schloss die polytechnische Oberschule mit der Mittleren Reife ab. Die 1978 begonnene Ausbildung mit Abschluss zum Instandhaltungsmechaniker erfolgte in der Schachtanlage „Grube Einheit“ in Elbingerode, wo er bereits unter Tage arbeitete. Anschließend war er im Schachtkomplex der SDAG Wismut Beerwalde und im Kalibetrieb E. Thälmann Merkers tätig. Dabei qualifizierte er sich 1984 zum Sprengmeister unter Tage (Schießhauer). Nebenberuflich erarbeitete er sich Spezialkenntnisse im Verkehrsrecht und erwarb 1982 die Qualifikation als Fahrlehrer für alle Führerscheinklassen. Bis 1990 arbeitete er als LKW-Ausbilder bei der Gesellschaft für Sport und Technik in Blankenburg. 1996 gründete er im heutigen Landkreis Harz mit Gleichgesinnten die Regionalverkehrswacht Harz. Im Jahr 2001 gründete er in Blankenburg eine Fahrschule mit Ausbildungszentrum, die heute ihren Hauptsitz in Halberstadt hat. Seit 2017 ist Pawel berufenes Mitglied des Fahrlehrer-Prüfungsausschusses im Land Sachsen-Anhalt. Er ist Mitglied der Rolandinitiative Halberstadt und des Wirtschaftsclubs Wernigerode.
1992 zog Pawel nach Hüttenrode bei Blankenburg und war von 2001 bis 2008 ehrenamtlicher Bürgermeister dieser Gemeinde. Während seiner Amtszeit initiierte er die „Bürgermeisterinitiative zum Erhalt der Rübelandbahn“. Es gelang in der Folge, die Rübelandbahn weiterhin mit elektrischer Traktion zu betreiben, wodurch täglich zahlreiche LKW-Durchfahrten mit Kalktransporten durch die Region vermieden werden. 2018 gelang ihm die Aufnahme des überregional bekannten Brauchtumsfestes „Hüttenröder Grasedanz“ in das bundesweite Verzeichnis des Immateriellen Kulturguterbes der UNESCO.
Seit 2004 ist Pawel als Berghauptmann Vorsitzender des Bergvereins zu Hüttenrode e. V. Umfangreiche Forschungsarbeiten seit 1980 führten zur Wiederentdeckung des Hüttenröder Bergbaureviers mit 1000-jähriger Geschichte. Zur Publikation der Forschungsergebnisse begründete er die Buchreihe der Hüttenröder Edition, deren Hauptautor er ist.
Pawel ist zudem Autor literarischer Veröffentlichungen, die zumeist die jüngere Zeitgeschichte der Harzregion behandeln. Als direkter Nachfahre eines preußischen Generals der Infanterie hat er die vielfältigen militärisch-gesellschaftlichen Ereignisse zum Ende des Zweiten Weltkrieges in der Diamantsaga verarbeitet. Mit Die Erzstufenbahn. Eine Harzer Eisenbahnlegende (2020) veröffentlichte er seine Forschungsergebnisse zu dieser Industriebahn.

### Privates
Andreas Pawel ist seit 1982 verheiratet, hat zwei Kinder.

## Auszeichnungen
- 1986: Banner der Arbeit
- 2008: Anerkennung des Innenministers für selbstlosen Einsatz gegen rechte Gewalt
- 2011: Ehrennadel des Landes Sachsen-Anhalt[3]
- 2017: Verdienstmedaille in Gold des Landesverbandes der Berg-, Hütten- und Knappenleute Sachsen-Anhalts e. V.

## Veröffentlichungen

### Diamantsaga
- Festung Harz. Der Todeszug der 11. Armee. Verlag Bussert und Stadeler, Quedlinburg 2014, ISBN 978-3-942115-32-2.
- Der geteilte Harz. Das Schicksal des Kuriers. Verlag Bussert und Stadeler, Quedlinburg 2015, ISBN 978-3-942115-95-7.
- Der Stern vom Harz. Das Geheimnis des Menhirs. Verlag Bussert und Stadeler, Quedlinburg 2016, ISBN  978-3-942115-94-0.
- Festung Harz. Bilder zur Geschichte 1945. Verlag Bussert und Stadeler, Quedlinburg 2015.
- Orkan aus West. Vom Ruhrkessel zur Harzschlacht 1945. Verlag Bussert und Stadeler, Quedlinburg  2018, ISBN 978-3-942115-89-6.
- 30 Jahre nach dem Orkan. Die Generation der Enkel. Verlag Bussert und Stadeler, Quedlinburg 2018.

### Sonstige
- Die Erzstufenbahn. Eine Harzer Eisenbahnlegende. Verlag Bussert und Stadeler, Quedlinburg 2020, ISBN  978-3-942115-83-4.
- Villenstadt Blankenburg – Glanz und Geschichte[6] (Pawel, Andreas; Bussert, Clemens), Verlag Bussert und Stadeler, Quedlinburg 2021, ISBN  978-3-942115-78-0.[7][8]
- Auf der Flucht. Verlag Bussert und Stadeler, Quedlinburg 2023, ISBN 978-3-942115-32-2.[9][10]
- Teufelsbad Blankenburg – 200 Jahre Blankenburger Kur- und Badewesen[11] (Kluge, Karin; Pawel, Andreas) Eigenverlag Verein Gesund älter werden im Harz e.V., Blankenburg 2023,  ISBN 978-3-00-075564-4
- Wunder verbinden – Natur, Tradition, und Erfindergeist entlang der Bode[12] (Pawel, Andreas; Bussert, Frank), Verlag Bussert und Stadeler, Quedlinburg 2024, ISBN 978-3-942115-75-9

### Hüttenröder Edition
- 1000 Jahre Bergbau im Hüttenröder Revier, Eigenverlag Bergverein zu Hüttenrode e. V., 2010.
- Vom Rüstungsbetrieb zur größten unterirdischen Apotheke, Eigenverlag Bergverein zu Hüttenrode e. V., 2011.
- Drei Schlag: Hängen  mit Jens Kruse, Eigenverlag Bergverein zu Hüttenrode e. V., 2012, ISBN 978-3-00-038994-8.
- Mineralschlamm und Torf, Eigenverlag Bergverein zu Hüttenrode e. V., 2013.
- Traditionen, Tanz und Trachten, Das Buch zum Hüttenröder Grasedanz.mit Christine Kinsky und Günther Stöckicht, Eigenverlag Bergverein zu Hüttenrode e. V., 2013.
- Der Kristallschatz des Mittelharzes, Minerale des Elbingeröder Komplexes, Eigenverlag Bergverein zu Hüttenrode e. V., 2014, ISBN 978-3-00-046022-7.
- Harte Arbeit – Derbe Sprüche, Eigenverlag Bergverein zu Hüttenrode e. V., 2016, ISBN 978-3-00-054647-1.
- Grube Braunesumpf – Vergessener Schatz im Harz, Eigenverlag Bergverein zu Hüttenrode e. V., 2020, ISBN 978-3-00-065901-0.
- Schächte und Stollen im Hüttenröder Bergrevier – eine Generalbefahrung, Eigenverlag Bergverein zu Hüttenrode e. V., 2025,[13] ISBN 978-3-00-081785-4.

## Belege
1. 1 2  Katrin Schröder: Erbe des Harzer Bergbaus wird in Hüttenrode aufpoliert. In: Volksstimme. 5. Juli 2021, abgerufen am 17. Juli 2021.
2. 1 2  Team. In: Fahrschule Teach and Drive. Abgerufen am 17. Juli 2021.
3. 1 2 3  Ministerpräsident verleiht Ehrennadel des Landes an Gudrun Hahn und Andreas Pawel. (PDF) In: Harzer Kreisblatt. 23. Dezember 2011, S. 5, abgerufen am 16. Juli 2021.
4. ↑  Wolfenbütteler Schaufenster vom 21. Juli 2002
5. ↑  Bundesweites Verzeichnis Immaterielles Kulturerbe. In: Deutsche UNESCO-Kommission. Abgerufen am 21. März 2021.
6. ↑  Harzer Volksstimme v. 07.10.2021, S. 16
7. ↑  Bildband über Blankenburger Villen: Blicke hinter die Fassaden, von Carsten Reuß, MDR KULTUR, 31. Januar 2022
8. ↑  mdr.de: Die schönsten Bücher 2022: 7 gestalterische Highlights | MDR.DE. Abgerufen am 25. August 2023.
9. ↑  Die Rettung von Altamirano, Evelin Wittich, 03.08.2023 in NDPRÄSENTIERT Buchvorstellung,nd.DerTag
10. ↑  Neue Wernigeröder Zeitung 12/23, S. 20, Lesetip v. Uwe Kraus
11. ↑  Harzer Volksstimme v. 08.09.2023, S. 15: Auf Zeitreise durch die Kurgeschichte
12. ↑  Harzer Volksstimme v. 11.09.2024, S. 16: Wie Wunder den Harz verbinden.
13. ↑  Der Bürgermeister: Buchankündigung. In: Amtsblatt. Blankenburg (Harz) Mai 2025.

| Personendaten    | Personendaten                            |
| ---------------- | ---------------------------------------- |
| NAME             | Pawel, Andreas                           |
| KURZBESCHREIBUNG | deutscher Schriftsteller und Unternehmer |
| GEBURTSDATUM     | 16. Juli 1961                            |
| GEBURTSORT       | Blankenburg (Harz)                       |